# Unaiza
Unaiza, auch Unaizah oder Unayza, arabisch عنيزة, DMG ʿUnaiza, ist eine Stadt in der Provinz al-Qasim in Saudi-Arabien. Sie liegt südlich der Provinzhauptstadt Buraida und nördlich von Riad, der Hauptstadt des Königreichs Saudi-Arabien. Es ist die zweitgrößte Stadt in der Provinz al-Qasim mit einer Bevölkerung von 183.319 (Volkszählung 2022).

## Geografie
Unaiza liegt im Süden der Provinz al-Qasim und im Herzen der historischen Region Nadschd. Sie liegt ungefähr 30 Kilometer von Buraida (der Hauptstadt der Provinz) und mehr als 300 Kilometer nördlich der saudischen Hauptstadt Riad. Die Stadt liegt in der nördlichen Zentralregion des Nadschd und südlich des Wadi ar-Rumma (Rumma-Tal), dem längsten Tal der arabischen Halbinsel. Im Norden und Westen ist die Stadt von Sanddünen umgeben. Zum Stadtgebiet gehört auch ein Salzsee.

## Klima
Die Winter in Unaiza sind relativ kalt und regnerisch, und die Sommer sind heiße aneroide Sommer mit niedriger Luftfeuchtigkeit. Das Sommerwetter von Unaiza wird als vergleichsweise mild und geeignet für die Landwirtschaft beschrieben. Mit dieser Art von Wetter wurde Unaiza als eine der größten Städte für Dattelanbau bekannt.

## Geschichte
Historisch gesehen war Unaiza ein wichtiger Haltepunkt für muslimische Pilger aus Mesopotamien (heute Irak) und Persien (heute Iran) auf dem Weg nach Mekka. Viele Wissenschaftler und Historiker glauben, dass Unaiza schon hunderte von Jahren vor der Ausbreitung des Islam besiedelt war, und berufen sich dabei auf zahlreiche Gedichte einiger der wichtigsten Dichter des vorislamischen Arabiens wie Imru' al-Qais.
Die Stadt wird seit 1818 von der Familie Al-Sulaim  regiert. Sie kamen an die Macht, als Prinz Yehya Al-Sulaim 1822 den vom osmanischen Sultan ernannten Gouverneur tötete. Diese Dynastie regiert die Stadt heute immer noch nach einem schriftlichen Vertrag zwischen ihnen und der saudischen Königsfamilie. Die Stadt ist die Heimat einiger der mächtigsten Familien des Landes.

## Wirtschaft

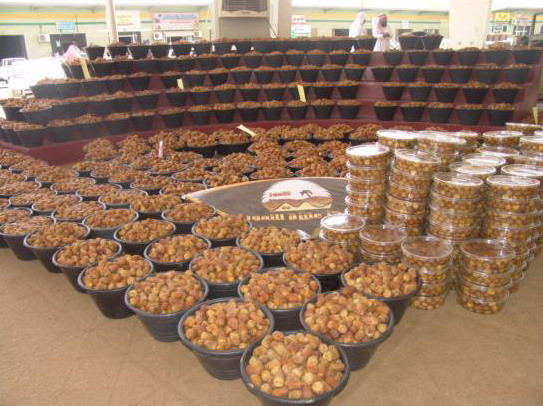
Dattelmarkt in Unaiza

Die Region um Unaiza ist ein wichtiges landwirtschaftliches Gebiet und produziert Weizen und Gerste verschiedener Sorten. In der Region werden auch Trauben, Grapefruits, Zitronen, Lauch, Mandarinen, Orangen, Granatäpfel und Datteln produziert. Besonders der Anbau von Lauch spielt eine wichtige kulturelle Rolle. Seit Anfang der 2000er Jahre findet im September das jährliche Date Season Festival statt, welcher Unaiza die Auszeichnung gibt, den zweitgrößte Dattelmarkt im Persischen Golf und im Nahen Osten auszurichten. Der Dattelmarkt in Unaiza konkurriert mit dem im benachbarten Buraida.

## Religion
Alle saudischen Bürger von Unaiza sind sunnitische Muslime mit einer kleinen Minderheit von indischen Religionen (hauptsächlich Hinduismus), die von asiatischen Gastarbeitern (hauptsächlich Indern) in die Stadt gebracht und dort praktiziert werden. Wie in den übrigen saudi-arabischen Städten sind nicht-islamische Gotteshäuser nicht erlaubt. Die Mehrheit der Stadtbewohner ist religiös konservativ. Einer der führenden religiösen Geistlichen Saudi-Arabiens, Muhammad ibn al-Uthaymin stammte aus der Stadt. Nach ihm sind heute mehrere Moscheen benannt.

## Galerie

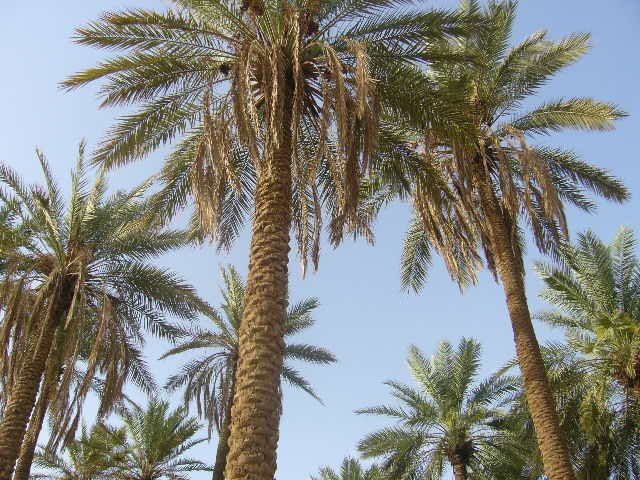
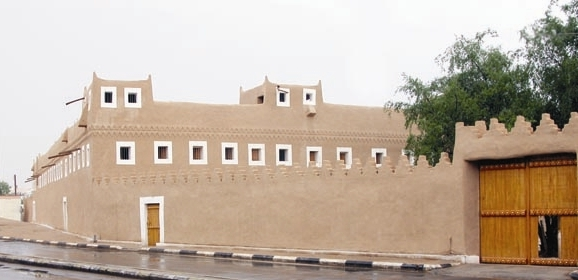
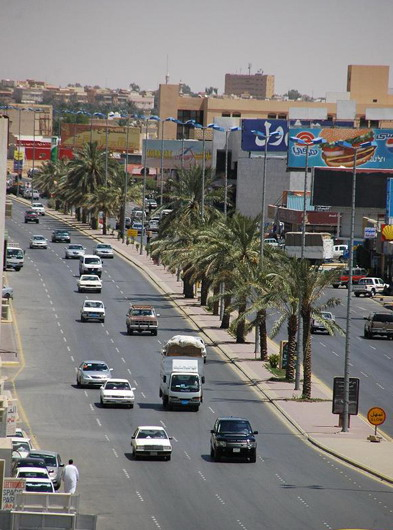
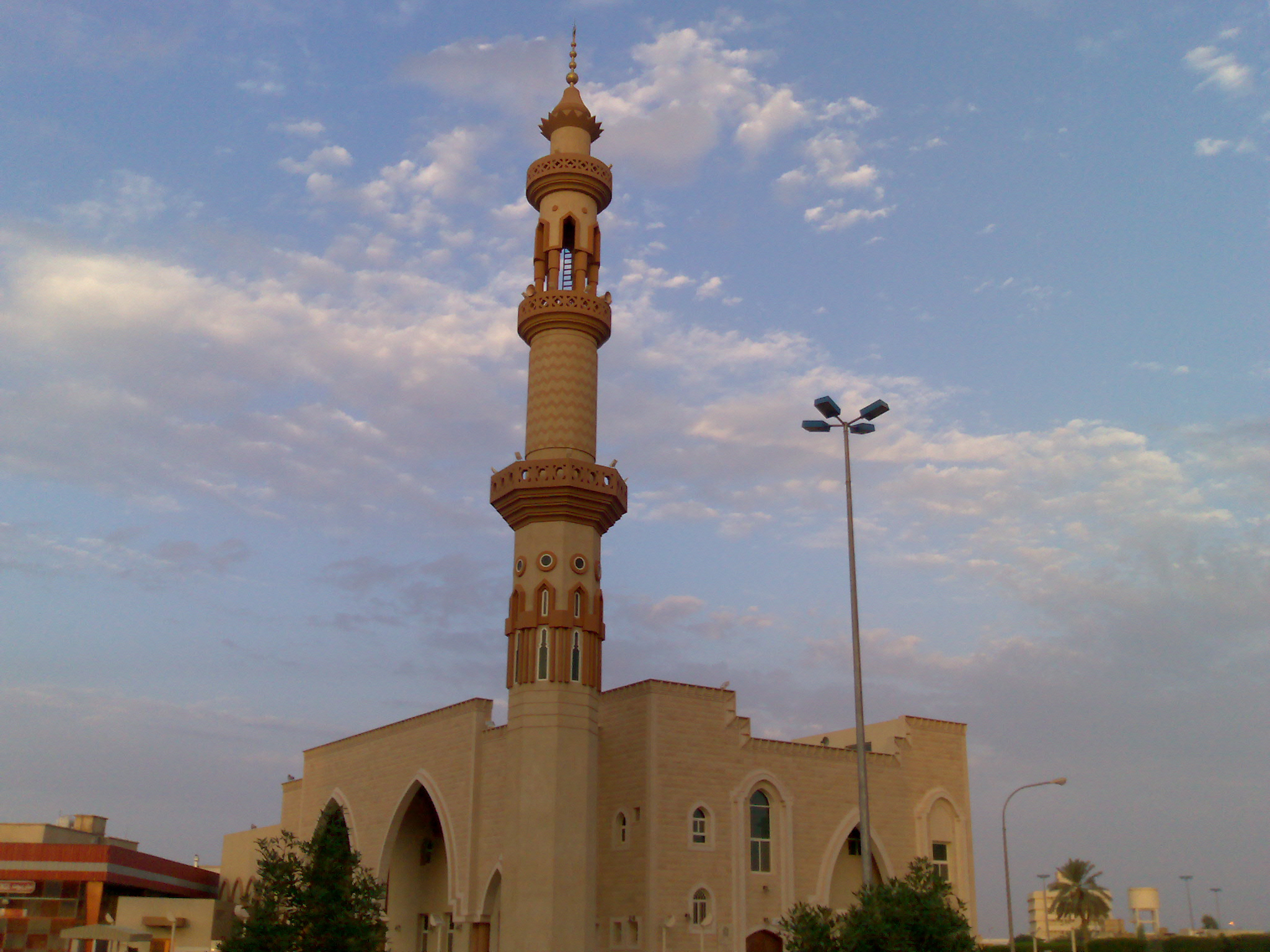